# 密刺悬钩子
密刺悬钩子（学名：Rubus subtibetanus）是蔷薇科悬钩子属的植物，是中国的特有植物。分布在中国大陆的陕西、四川、甘肃等地，生长于海拔2,300米的地区，多生长于山坡以及山谷灌丛中，目前尚未由人工引种栽培。

## 异名
- Rubus subtibetanus Hand.-Mazz. var. glandulosus Yu et Lu